# Гомогамия (социология)
Гомога́мия (от др.-греч. ὁμός — подобный, одинаковый и γάμος — брак) — термин в социологии, подразумевающий обычай или тенденцию заключения брака внутри определённой социальной общности.

## Тенденция выбора похожего партнёра
В социологии наиболее часто понятие гомогамия используют применительно к тенденции выбирать брачного партнёра похожего на себя самого. Проводившиеся исследования, например в США, показали, что сходство сексуальных партнеров по гомогамным критериям, таким как раса, социально-экономический статус, возраст, вероисповедание и т. п., статистически достоверно. При этом очевидным фактом является выбор брачного партнёра из той среды, в которой постоянно находится человек. Поэтому, казалось бы, общность статуса, расы и религиозной принадлежности в семье — вещь совершенно обычная. Однако дополнительными исследованиями установлено, что сходство партнеров не ограничивается одними лишь социально-экономическими характеристиками. Оказалось, что статистическое соответствие распространяется и на такие критерии, как рост, цвет глаз, физическая привлекательность, интеллект и характерологические черты. Причём, общность указанных черт наблюдается не только в устойчивых семейных союзах, но и в краткосрочных любовных знакомствах, а корреляция единообразных черт у двух романтических партнеров выше, чем между обычными друзьями.

## Однополые браки
Сравнительно недавно термин гомогамия стал использоваться для определения однополых брачных союзов, встречающихся в ряде стран.